# 川井麻衣
川井 麻衣（かわい まい、1996年4月11日 - ）は、茨城県出身の女子バスケットボール選手である。ポジションはポイントガード。バスケットボール女子日本リーグのデンソーアイリス所属。

## 来歴
東京成徳大学高校ではインターハイ、国体・ウィンターカップではいずれもベスト8に進出。U-18アジアカップ日本代表に選ばれ準優勝。
2015年、三菱電機コアラーズに加入。
2019年、女子日本代表候補に選出される。
2021年、トヨタ自動車アンテロープスに移籍。

## 経歴
- 東京成徳大高 - 三菱電機（2015年〜2021年）- トヨタ自動車（2021年～2024年） - デンソー

## 日本代表歴
- U-18アジアカップ（準優勝）
- パリオリンピック世界最終予選

## 受賞歴
- Wリーグ2022-23 ベストディフェンダー